# Солець-Новий
Солець-Новий (пол. Solec Nowy) — село в Польщі, у гміні Пшемент Вольштинського повіту Великопольського воєводства. Населення — 264 особи (2011).
У 1975—1998 роках село належало до Лешненського воєводства.

## Демографія
Демографічна структура станом на 31 березня 2011 року:
|          | Загалом | Допрацездатний вік | Працездатний вік | Постпрацездатний вік |
| -------- | ------- | ------------------ | ---------------- | -------------------- |
| Чоловіки | 136     | 34                 | 94               | 8                    |
| Жінки    | 128     | 36                 | 69               | 23                   |
| Разом    | 264     | 70                 | 163              | 31                   |